# Coulanges-lès-Nevers
Coulanges-lès-Nevers és un municipi francès, situat al departament del Nièvre i a la regió de Borgonya - Franc Comtat. L'any 2007 tenia 3.527 habitants.

## Demografia

### Població
El 2007 la població de fet de Coulanges-lès-Nevers era de 3.527 persones. Hi havia 1.585 famílies, de les quals 419 eren unipersonals (162 homes vivint sols i 257 dones vivint soles), 682 parelles sense fills, 388 parelles amb fills i 96 famílies monoparentals amb fills.
La població ha evolucionat segons el següent gràfic:
Habitants censats

### Habitatges
El 2007 hi havia 1.693 habitatges, 1.611 eren l'habitatge principal de la família, 9 eren segones residències i 73 estaven desocupats. 1.482 eren cases i 209 eren apartaments. Dels 1.611 habitatges principals, 1.223 estaven ocupats pels seus propietaris, 372 estaven llogats i ocupats pels llogaters i 16 estaven cedits a títol gratuït; 26 tenien una cambra, 74 en tenien dues, 233 en tenien tres, 496 en tenien quatre i 782 en tenien cinc o més. 1.292 habitatges disposaven pel capbaix d'una plaça de pàrquing. A 763 habitatges hi havia un automòbil i a 707 n'hi havia dos o més.

### Piràmide de població
La piràmide de població per edats i sexe el 2009 era:
| Homes | Edats   | Dones |
| ----- | ------- | ----- |
| 0     | 95 o +  | 4     |
| 0     | 90 a 94 | 4     |
| 16    | 85 a 89 | 16    |
| 8     | 80 a 84 | 16    |
| 40    | 75 a 79 | 56    |
| 88    | 70 a 74 | 116   |
| 104   | 65 a 69 | 108   |
| 156   | 60 a 64 | 144   |
| 140   | 55 a 59 | 144   |
| 180   | 50 a 54 | 136   |
| 140   | 45 a 49 | 212   |
| 116   | 40 a 44 | 136   |
| 108   | 35 a 39 | 112   |
| 96    | 30 a 34 | 96    |
| 72    | 25 a 29 | 76    |
| 76    | 20 a 24 | 60    |
| 132   | 15 a 19 | 100   |
| 96    | 10 a 14 | 116   |
| 60    | 5 a 9   | 100   |
| 68    | 0 a 4   | 48    |

## Economia
El 2007 la població en edat de treballar era de 2.269 persones, 1.557 eren actives i 712 eren inactives. De les 1.557 persones actives 1.457 estaven ocupades (729 homes i 728 dones) i 100 estaven aturades (42 homes i 58 dones). De les 712 persones inactives 383 estaven jubilades, 180 estaven estudiant i 149 estaven classificades com a «altres inactius».

### Ingressos
El 2009 a Coulanges-lès-Nevers hi havia 1.621 unitats fiscals que integraven 3.610 persones, la mediana anual d'ingressos fiscals per persona era de 19.943 €.

### Activitats econòmiques
Dels 101 establiments que hi havia el 2007, 2 eren d'empreses alimentàries, 5 d'empreses de fabricació d'altres productes industrials, 13 d'empreses de construcció, 18 d'empreses de comerç i reparació d'automòbils, 4 d'empreses de transport, 4 d'empreses d'hostatgeria i restauració, 2 d'empreses d'informació i comunicació, 7 d'empreses financeres, 5 d'empreses immobiliàries, 12 d'empreses de serveis, 16 d'entitats de l'administració pública i 13 d'empreses classificades com a «altres activitats de serveis».
Dels 22 establiments de servei als particulars que hi havia el 2009, 1 era una oficina de correu, 1 una oficina bancària, 3 tallers de reparació d'automòbils i de material agrícola, 1 guixaire pintor, 3 fusteries, 2 lampisteries, 1 electricista, 1 empresa de construcció, 1 perruqueria, 3 restaurants, 1 agència immobiliària, 1 tintoreria i 3 salons de bellesa.
Dels 6 establiments comercials que hi havia el 2009, 1 era, 1 un hipermercat, 2 fleques, 1 una fleca i 1 una peixateria.
L'any 2000 a Coulanges-lès-Nevers hi havia 12 explotacions agrícoles que ocupaven un total de 666 hectàrees.

## Equipaments sanitaris i escolars
Els 2 equipaments sanitaris que hi havia el 2009 eren farmàcies.
El 2009 hi havia 1 escola maternal i 2 escoles elementals.

## Poblacions més properes
El següent diagrama mostra les poblacions més properes.